# The Thin Man Goes Home
 The Thin Man Goes Home és una pel·lícula estatunidenca dirigida per Richard Thorpe, estrenada el 1944.

## Argument
Les persones fora de la llei van i venen en les vides de Nick i Nora. Ara és el moment de conèixer-los com a parents. Els elegants detectius deixen el petit Nick Jr. a l'escola, agafen Asta i se'n van a Sycamore Springs, lloc de la infantesa de Nick. Sens dubte, allà on van el crim crida a la seva porta, un detall més que provat en aquesta cinquena part.
Nick té l'oportunitat de demostrar als seus pares el seu talent com a investigador quan un artista és assassinat. I ho farà sense el seu habitual líquid inspirador... perquè Nick ha de conduir el seu joc preferit. Així com Nora, lluitant amb la seva gandula, seguint de prop a un possible sospitós per la ciutat, encenent un sorollós saló de jocs i tafanejant com només ella sap fer.

## Repartiment
- William Powell: Nick Charles
- Myrna Loy: Nora Charles
- Lucile Watson: Sra. Charles
- Gloria DeHaven: Laurabelle 'Laura' Ronson
- Anne Revere: Crazy Mary
- Helen Vinson: Helena Draque
- Harry Davenport: Doctor Bertram Charles
- Leon Ames: Edgar Draque
- Donald Meek: Willie Crump
- Edward Brophy: Brogan
- Lloyd Corrigan: Dr. Bruce Clayworth
- Anita Sharp-Bolster: Hilda
- Ralph Brooks: Peter Berton
- Arthur Hohl: Charlie (escenes suprimides al muntatge)

i Asta, el gos

## Crítica
Aquest cinquè lliurament de la sèries "Thin Man" de la MGM manté el nivell de producció de les quatre primeres. El detectiu retirat Nick Charles (William Powell) fa una visita a la seva ciutat natal de Sycamore Springs, amb la seva dona Nora (Myrna Loy). Nick és intimidat divertidament pels seus pares (Harry Davenport i Lucile Watson), que volien que el seu fill estudiés medicina, frustrat perquè no hi ha una bona beguda forta a la ciutat, i és derrotat de manera hilarant per una hamaca. En la part més seriosa, Nick i Nora es troben implicats en una intriga internacional mentre investiguen l'assassinat d'un pintor local. Si la identitat de l'assassí sembla òbvia, és només perquè l'actor en qüestió ha interpretat altres "assassins sorpresa" en altres pel·lícules d'aquest gènere.
Un canvi de ritme refrescant a "Thin Man", The Thin Man Goes Home  té sospitosos pintorescos com Gloria DeHaven, Edward Brophy, Lloyd Corrigan, Leon Ames, i, el millor de tots, Ann Revere com a "Crazy Mary".